# Miłuwatka
Miłuwatka (ukr. Мілуватка) – wieś na Ukrainie, w obwodzie ługańskim, w rejonie swatowskim, w hromadzie Swatowe. W 2001 liczyła 2818 mieszkańców, spośród których 2674 wskazało jako ojczysty język ukraiński, 137 rosyjski, 1 mołdawski, 4 białoruski, a 2 inny.